# Zonocypris
Zonocypris is een geslacht van kreeftachtigen uit de klasse van de Ostracoda (mosselkreeftjes).
De wetenschappelijke naam werd voor het eerst geldig gepubliceerd door Gustav Wilhelm Müller in 1898. Hij beschreef daarbij twee nieuwe soorten die waren verzameld door dr. Alfred Voeltzkow in de buurt van Majunga op Madagaskar: Zonocypris madagascarensis en Zonocypris elegans. Daarnaast rekende hij de soort die door W. Vavra was beschreven als Cypridopsis costata als derde soort tot dit geslacht.

## Verspreiding
Zonocypris is een zoetwatergeslacht en komt tegenwoordig enkel voor in Afrika, Madagaskar en occasioneel in het oostelijk Middellandse Zeegebied. Fossielen uit dit geslacht zijn gekend uit het Krijt in Europa, India, China en Zuid-Amerika; uit het Mioceen (Italië, Turkije, Marokko) en het Plio-Pleistoceen (Ethiopië, India, Bulgarije, Turkije, Griekenland, Italië, Frankrijk, Rusland en zuid-Portugal).

## Soorten
In 2015 waren er achttien recente (levende) soorten gekend en negentien fossiele soorten.
- Zonocypris alveolata Klie, 1936
- Zonocypris calcarata Klie, 1936
- Zonocypris cordata Sars, 1924
- Zonocypris corrugata Rome, 1965
- Zonocypris costata (Vavra, 1897)
- Zonocypris dadayi Lowndes, 1932
- Zonocypris elegans G.W. Müller, 1898
- Zonocypris glabra Klie, 1944
- Zonocypris hispida (Sars, 1901)
- Zonocypris inconspicua Schäfer, 1952
- Zonocypris inornata Klie, 1936
- Zonocypris laevis Sars, 1910
- Zonocypris lata Rome, 1962
- Zonocypris lilljeborgi (G.W. Müller, 1900)
- Zonocypris madagascarensis G.W. Müller, 1898 wordt beschouwd als synoniem van Z. costata
- Zonocypris peralta Rome, 1969
- Zonocypris pilosa Rome, 1962
- Zonocypris tuberosa G.W. Müller, 1908
- Zonocypris uniformis Rome, 1962

Tot de fossiele soorten behoren onder andere:
- Zonocypris digitalis Babinot, 2003 †
- Zonocypris maghrebinensis Helmdach, 1988 †
- Zonocypris membranae (Livental, 1929) †
- Zonocypris rippeae Mostafawi, 1994 †